# Kepler-122 f
 (mai 2025).
Kepler-122 f est une exoplanète de type Jupiter tiède en orbite autour de la son étoile hôte Kepler-122, située à environ 3 351,09 années-lumière de la Terre.

## Caractéristiques physiques
L'exoplanète se distingue par sa masse modérée de 0,11 MJ, son rayon compact de 0,16 RJ et sa température élevée de 543 K.

## Orbite
Elle orbite à 0,29  unités astronomiques de son étoile, une distance comparable à celle de Vénus dans le système solaire.

## Découverte
L'exoplanète a été découverte par la méthode des variations temporelles de transit en 2014.

## Habitabilité
Les conditions d'habitabilité de cette exoplanète ne sont pas déterminées ou ne sont pas connues.